# Appana
Appana là một chi bướm đêm thuộc họ Noctuidae.